# Rantih
Rantih is een bestuurslaag in het regentschap Sawah Lunto van de provincie West-Sumatra, Indonesië. Rantih telt 575 inwoners (volkstelling 2010).